# Wera Werkzeuge

Het oude logo

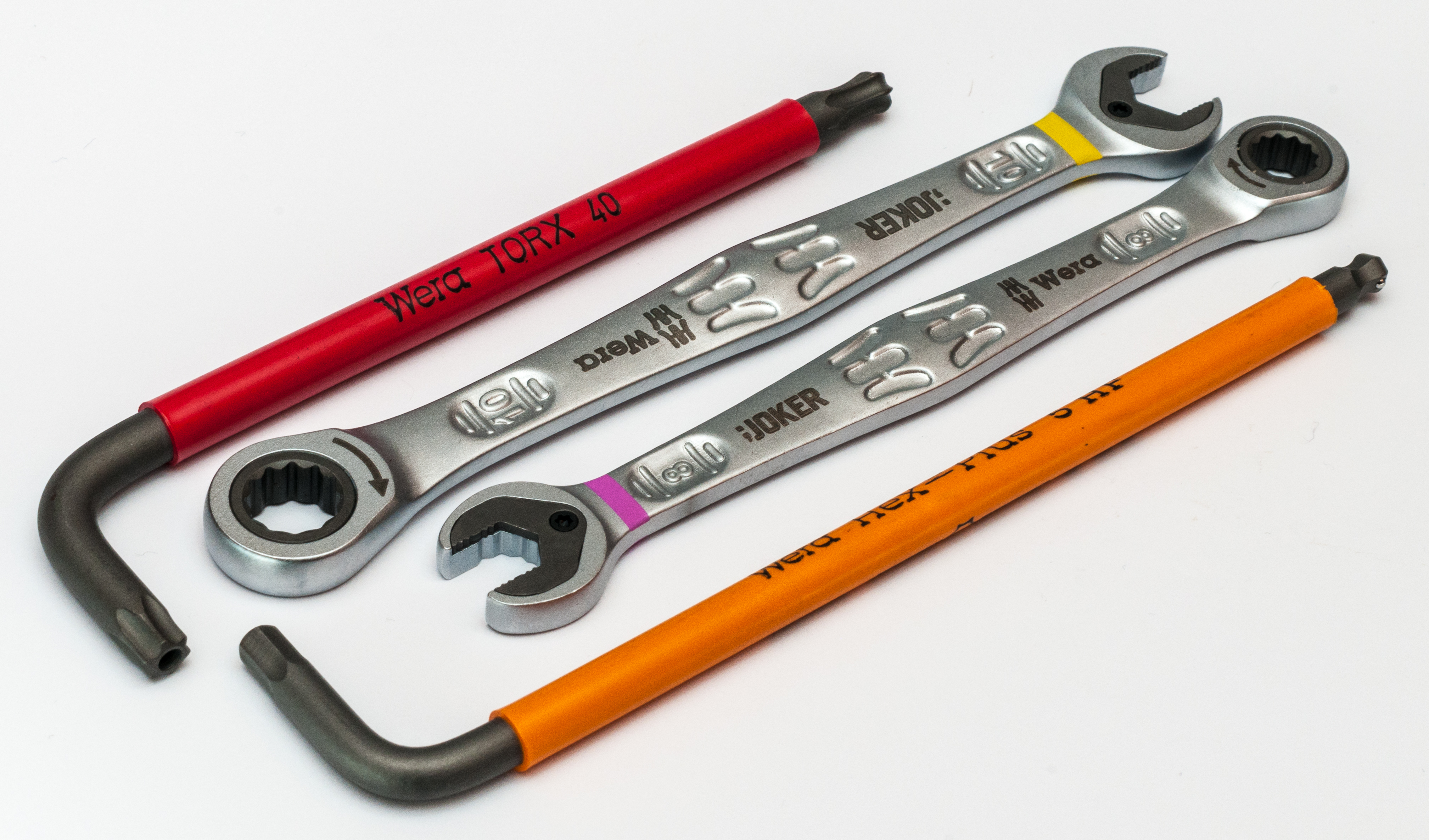

Wera Werkzeuge GmbH, voorheen Wera Werk Hermann Werner GmbH & Co KG, is een bedrijf met het hoofdkantoor in Wuppertal, Duitsland met een specialisatie in de productie van schroefgereedschappen. 
Sinds 1995 vindt de productie plaats in Bystřice nad Pernštejnem, Tsjechië. In 2018 werd een tweede productielocatie geopend in Třebíč tevens in Tsjechië. Wereldwijd biedt het bedrijf aan meer dan 1000 mensen een arbeidsplaats.

## Geschiedenis
In 1936 richtte de zakenman Hermann Werner het bedrijf Hermann Werner KG op als handelsonderneming in gereedschappen. Tijdens de Tweede Wereldoorlog werd de fabriek compleet verwoest.
Bij de wederopbouw na de oorlog werd onder leiding van Heinz Amtenbrink, de schoonzoon van Hermann Werner, de productie van schroevendraaiers toegevoegd aan de bedrijfsactiviteiten.
Sinds 1951 gaat het bedrijf verder onder de naam Wera, samengesteld uit Werner en Amtenbrink.
In 2016 verkochten de erfgenamen van de familie Amtenbrink de onderneming aan Bitburger Braugruppe GmbH.

## Tool Rebels
Het bedrijf voert een campagne onder de naam 'Tool Rebels', met een eigen logo en een eigen stijl. .

## Producten
Het productenpallet van het bedrijf omvat meer dan 3500 artikelen. Het bedrijf richt zich met zijn gereedschappen voornamelijk op professioneel gebruik.
Het bedrijf heeft zijn bekendheid vooral te danken aan de lijn schroevendraaiers met de kenmerkende Kraftform-handgreep. De 'kronen' van deze handgreep zijn tegenwoordig onderdeel van het Wera-logo. 
Ontwikkelingen van het bedrijf krijgen niet zelden een eigen merknaam mee zoals onder andere:
- Joker - steek/ringsleutels, al dan wel of niet zelf instellend en ratelend.
- Kraftform Kompakt - compacte gereedschapsets, meestal voorzien van klittenband.
- Hex-Plus - Een door Wera gepatenteerd schroefprofiel wat slijtage voorkomt aan traditionele zeskant profielen, zoals Inbus.
- Impaktor, BiTorsion en Rapidaptor - diverse kwaliteitslijnen in bits en bithouders.
- Zyklop - ratels
- Koloss - Een ratel die tevens als hamer gebruikt kan worden
- Wera Stainless - een reeks gereedschappen vervaardigd uit roestvast staal dat sterk genoeg is om te worden gebruikt in zware industriële en commerciële toepassingen.

## Awards
Al vele malen heeft het bedrijf erkenning ontvangen
Voor 'Product Design':
- iF Product Design Award 'Discipline Product' in 1997, 2009, 2012 en 2013 [3][4][5][6]
- iF Product Design Award 'Discipline Packaging' in 2015[7]
- iF Product Design Award 'Discipline Packaging' – 'Gold' in 2015[8]

- Red Dot Design Award in 2010 en 2015[9][10]
- Red Dot Design Award 'Best of the Best' in 2014 [11]

Voor 'Verpakking Design':
- iF Design Award in 2015[12]

Voor 'Communication Design':
- Red Dot Design Award in 2014[13]
- German Design Award in 2015[14]

Voor 'Merkleiderschap':
- German Brand Award in 2016 en 2017[15][16]

## Weblinks
- Website van het bedrijf